# Gregor Eibes
Gregor Eibes (* 4. Februar 1960) ist ein deutscher Kommunalpolitiker der CDU. Von 2011 bis 2025 war er Landrat des rheinland-pfälzischen Landkreises Bernkastel-Wittlich.

## Leben
Gregor Eibes besuchte das Nikolaus-von-Kues-Gymnasium in Bernkastel-Kues, welches er 1979 mit dem Abitur abschloss. Anschließend leistete er bis 1981 seinen Grundwehrdienst in der Westerwald-Kaserne in Montabaur ab. 1981 nahm er ein Studium des gehobenen nichttechnischen Dienstes an der Fachhochschule für öffentliche Verwaltung in Mayen auf, welches er 1984 als Diplom-Verwaltungswirt abschloss. Der Praxispartner des Studiums war die Kreisverwaltung des Landkreises Bernkastel-Wittlich.
Anschließend hatte er ab 1985 verschiedene Positionen innerhalb der Kreisverwaltung des Landkreises inne, unter anderem war er Referent für die Schulen und Kultur und persönlicher Referent der ehemaligen Landräte Helmut Gestrich und Beate Läsch-Weber. Ab 1995 war er Leiter der Personalabteilung der Kreisverwaltung des Landkreises Bernkastel-Wittlich. Von 1997 bis 2011 war er hauptamtlicher Bürgermeister der verbandsfreien Gemeinde Morbach.
Eibes ist verheiratet und Vater von zwei Kindern. Seit Juli 2022 ist er Präsident des Fußballverbandes Rheinland.

## Politik
Am 2. Mai 2011 wurde er mit 59,6 % der Stimmen als Nachfolger von Landrätin Läsch-Weber zum neuen Landrat des Landkreises Bernkastel-Wittlich gewählt. Daraufhin legte er sein Bürgermeisteramt nieder. Acht Jahre später wurde er am 2. Mai 2019 für eine weitere Amtszeit, als einziger Kandidat, bestätigt.
Überregionale Bekanntheit erhielt er durch seine umstrittene COVID-19-Impfung im Januar 2021. Die Staatsanwaltschaft leitete hiergegen jedoch kein Verfahren ein.